# Патринос, Аристидис
Аристидис «Ари» Патринос (греч. Αριστείδης Πατρινός, англ. Aristides "Ari" Patrinos, родился в 1947 году в Александрии) — греческий и американский биолог, специалист в области синтетической биологии, один из участников проекта «Геном человека».

## Биография
Родился в 1947 году в греческой семье в Александрии. Учился в греческих и британских школах. В 1965 году переехал из Каира в Афины, учился в Афинском национальном техническом университете на инженера-электрика и механика. В 1970 году переехал в Чикаго, где поступил в Северо-Западный университет. В 1975 году, получив степень доктора философии по инженерным наукам, он переехал в штат Нью-Йорк, где преподавал в Рочестерском университете с 1975 по 1976 годы.
В 1988—2006 годах — заместитель начальника управления исследований в области биологии и окружающей среды при Министерстве энергетики США, занимался изучением микробов, исследованиями в области структурной биологии, ядерной медицины и глобальных климатических изменений. Работал в лабораториях Министерства энергетики США в штатах Нью-Йорк и Теннесси. Позже стал работать на постоянной основе служащим Министерства энергетики США в Вашингтоне (округ Колумбия).
В 1993 году Патринос сменил Дэвида Дж. Галаса на посту начальника управления исследований в области биологии и окружающей среды при Министерстве энергетики США, начав свою деятельность в рамках проекта «Геном человека». Им была запущена программа «Геномы — в жизнь» (англ. Genomes to Life), посвящённая развитию инновационных технологий в области геномики, а также учреждён в 1997 году Совместный институт генома при Министерстве энергетики (англ. DOE Joint Genome Institute), который должен был объединить усилия специалистов из четырёх центров Министерства энергетики, направленные на расшифровку генома человека. Будучи сотрудником института, Патринос участвовал в учреждении Международного совета по вопросам изменения климата (англ. International Panel on Climate Change) и программы исследования глобальных изменений (англ. Global Change Research Program) при том же министерстве. Ряд его исследований были связаны именно с этими вопросами.
9 февраля 2006 года он возглавил компанию Synthetic Genomics, которая занималась развитием и коммерциализацией достижений синтетической биологии в области энергетики. С ноября 2012 года является заместителем директора Центра исследований городской среды и прогресса при Нью-Йоркском университете.
Профессор биологической, химической и механической инженерии Нью-Йоркского университета. Продолжает в настоящее время сотрудничество с проектами Synthetic Genomics, входит в совет директоров компании Tsakos Energy and Navigation (TNP) и предлагает частные решения по проблемам глобальной энергетики и изменения климата.
Супруга — Кэтрин Хофф, есть двое дочерей.

## Награды
Патринос является обладателем двух золотых наград Министерства энергетики США и трёх президентских премий, а также нескольких почётных званий, в том числе почётного доктора Афинского политехнического университета. Является членом следующих научных организаций:
- Американская ассоциация содействия развитию науки
- Американское метеорологическое общество[англ.]
- Американский геофизический союз
- Американское общество инженеров-механиков
- Греческое техническое общество (англ. Greek Technical Society)